# Daniel Żółtak

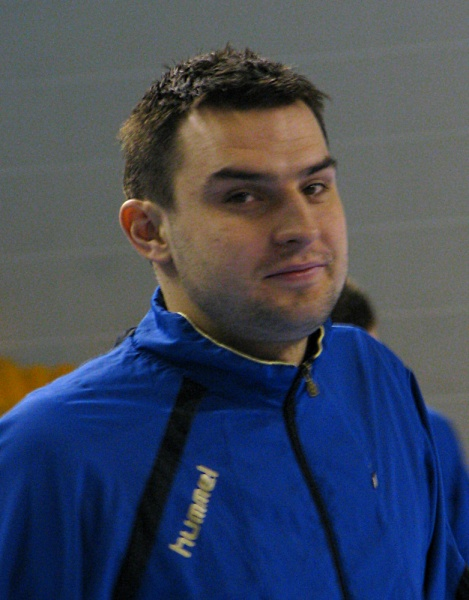
Daniel Żółtak (2010)

Daniel Żółtak (* 4. März 1984 in Olsztyn) ist ein polnischer Handballspieler und -trainer.
Der 1,96 Meter große und 98 Kilogramm schwere Kreisläufer stand ab dem Jahre 2006 bei KS Vive Targi Kielce unter Vertrag, mit dem er 2009 und 2010 die polnische Meisterschaft sowie 2009, 2010 und 2011 den polnischen Pokal gewann. Nachdem Żółtak ab dem Sommer 2011 für Warmia Olsztyn aufgelaufen war, schloss er sich im Januar 2012 dem belarussischen Verein Brest GK Meschkow an. Zur Saison 2012/13 wechselte er zum polnischen Verein Górnik Zabrze. Nachdem Żółtak Zabrze im Sommer 2014 verlassen hatte, war er nach einer schweren Verletzung vertragslos. 2015 kehrte er zu Warmia Olsztyn zurück. Ein Jahr später wechselte er zum polnischen Erstligisten Meble Wójcik Elbląg. Seit der Saison 2017/18 ist er bei Warmia Olsztyn als Spielertrainer tätig.
Daniel Żółtak stand im Aufgebot der polnischen Nationalmannschaft, so für die Handball-Europameisterschaft 2010.